# Wo ist Herr Belling?
Wo ist Herr Belling? ist eine unvollendet gebliebene deutsche Filmkomödie aus dem Winter 1944/45 mit Emil Jannings in der Hauptrolle. Regie führte Erich Engel, der bereits 1942 den letzten vollendeten Jannings-Film Altes Herz wird wieder jung inszeniert hatte.

## Handlung
Eberhard Belling ist ein angesehener, gutsituierter Industrieller, der seine eigene Firma zu stolzer Größe aufgebaut hat. Seine Ehe scheint glücklich, er und seine Frau Eveline haben eine Kunstgeschichte studierende Tochter und einen Sohn, der ein ausgezeichneter Tennisspieler ist. Als der Vater für geplante zwei Tage außer Haus ist, erfährt Sohn Rupert jedoch vom Firmensyndikus, dass die Belling-Werke in einer schweren Krise stecken. So macht man sich allmählich Sorgen, als der alte Belling auch nach den vorgesehenen zwei Tagen Dienstreise verschwunden bleibt. Um aufkommende Gerüchte rund um die kränkelnde Firma nicht anzuheizen, kommt man auf die Idee, vor der Öffentlichkeit zu behaupten, Eberhard Belling sei in einen Autounfall verwickelt worden und müsse infolgedessen im Krankenhaus das Bett hüten.
Rupert nutzt die Zeit, sich in die Firma und damit auch in deren Probleme einzuarbeiten und in Zusammenarbeit mit seiner Mutter und seiner Schwester selbige zu lösen. Plötzlich trifft aus Berlin ein Telegramm ein, in dem der alte Belling mitteilt, dass er in Bälde heimkehre. Der Syndikus ist von dieser Mitteilung nicht wirklich beruhigt und macht sich daraufhin nach Berlin auf, um seinen mit ihm befreundeten Chef zu suchen. Dieser bewohnt ein kleines, möbliertes Zimmerchen in der Stadtmitte und erklärt dem verdutzten Freund, dass er sich schon seit Jahren hin und wieder diese Auszeit gönnt, um sich vom Firmenstress daheim zu erholen. Um die von der Familie in die Welt gesetzte Notlüge vom Krankenhausaufenthalt aufrechtzuerhalten, muss er jedoch, obwohl daheim dringend benötigt, Familie und Firma vorerst fernbleiben.
Die Familie daheim glaubt zunächst jedoch an ganz andere Gründe für Papas Wegbleiben: Nämlich in Gestalt der Pianistin Bettina Heinemann. Rupert befürchtet, dass der Familienvorstand in Wahrheit eine Affäre mit der jungen Frau hat, dass sie seine Geliebte ist. Schließlich lösen sich die Irrtümer und Mutmaßungen in Wohlgefallen auf: Der alte Belling, hocherfreut darüber, dass seine Familie die Firmenkrise (mit Hilfe seiner Ratschläge) so gut gemeistert hat, kehrt schließlich heim. Wider Erwarten zeigt sich seine Frau verständnisvoll und nimmt den reuigen Heimkehrer wieder auf, nachdem sich die Gerüchte um ihn und Bettina als nichtig erwiesen haben. Und Rupert scheint sein privates Glück zu finden, als er die attraktive Pianistin näher kennenlernt.

## Produktionsnotizen
Wo ist Herr Belling? ist der letzte Jannings-Film. Hier traf er nach langer Zeit seine einstige Partnerin früher Stummfilme, Dagny Servaes, wieder, die seine Gattin spielt. Die Dreharbeiten begannen am 12. Dezember 1944 und mussten im Januar 1945 aufgrund einer ernsthaften Erkrankung von Jannings zunächst unter-, dann schließlich abgebrochen werden. Dass man trotz aller Widrigkeiten im Frühjahr 1945 beabsichtigt hatte, den Film zu vollenden, belegt ein im Bundesarchiv Berlin aufbewahrtes Schreiben von Jannings und seinem Regisseur Engel vom 2. Februar 1945, in dem für die anstehende Fortsetzung der Dreharbeiten beide darum ersuchen, den von NS-Behörden mit Aufführungsverbot belegten Dokumentarfilm Das Stahltier von Willy Zielke ausleihen und ansehen zu dürfen.
Die Filmbauten stammen von Ludwig Reiber, Rudolf Pfenninger und Herbert Hochreiter, die Herstellungsleitung hatte Oskar Marion, die Produktionsleitung Walter Lehmann. Mit 225.000 RM Gagenpauschale erhielt Jannings für seine Rolle in Wo ist Herr Belling? trotz des zu dieser Zeit längst angeordneten Gagenstopps eines der höchsten Saläre, die im Dritten Reich zur Zeit des Zweiten Weltkriegs je gezahlt wurden. Lediglich Hans Albers verdiente mehr (266.000 RM im Jahre 1941). 1951 wurde Wo ist Herr Belling? unter dem Titel Das seltsame Leben des Herrn Bruggs von demselben Regisseur mit Gustav Knuth in der Jannings-Rolle neu verfilmt.

## Kritiken
Da der unvollendet gebliebene Film nie gezeigt wurde, gibt es auch keine Kritiken.